# Lac d'Amour (Bruges)
Pour les articles homonymes, voir Lac d'Amour.

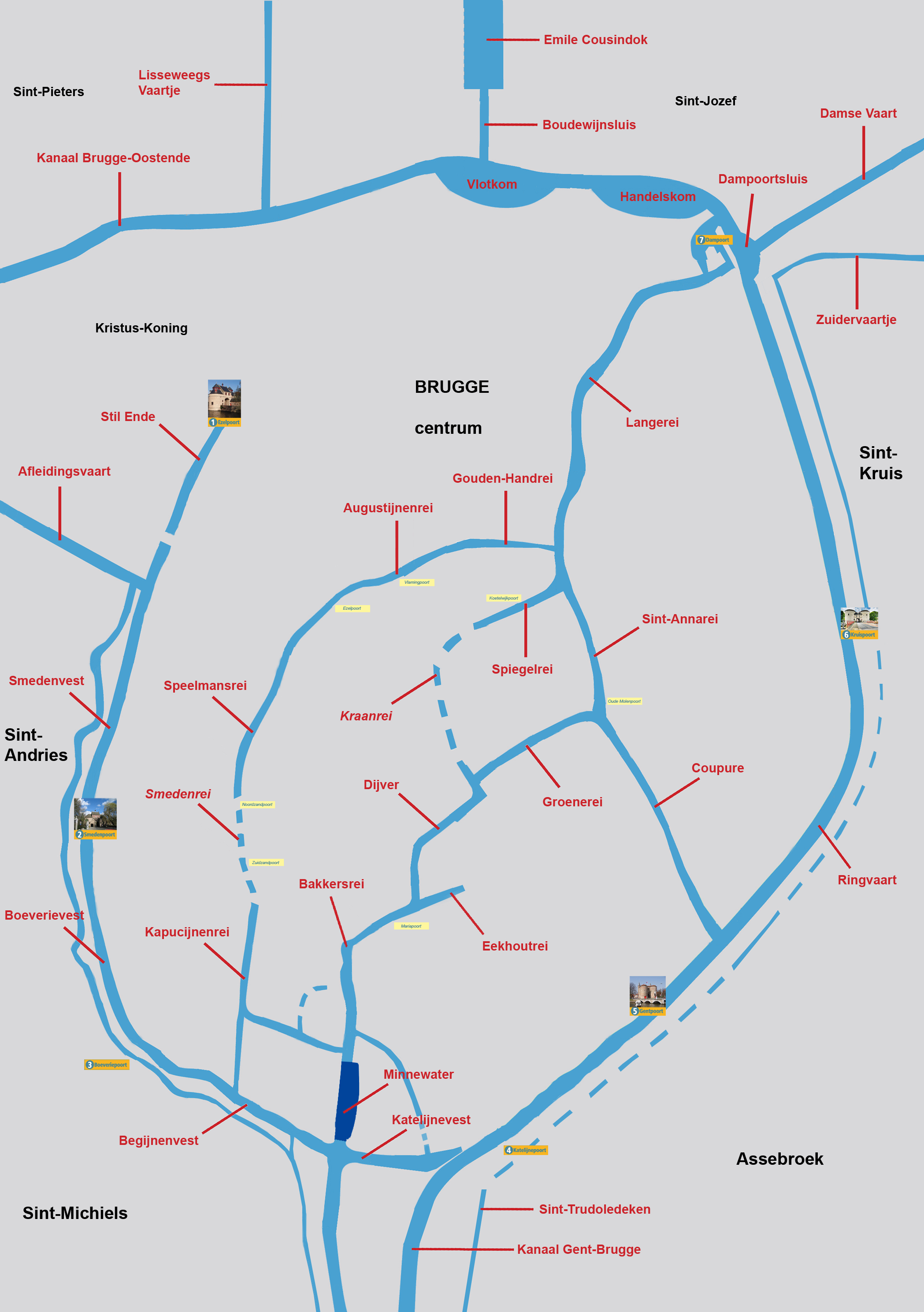
Localisation du Minnewater (en bleu foncé, tout en bas) dans Bruges intra muros.

Le Minnewater, nom fréquemment rendu en français par lac d'Amour,, est un plan d’eau sis dans le sud du centre historique de la ville de Bruges, en Belgique flamande. Il a été aménagé (probablement) au XIIIe siècle, par la construction d’une écluse sur le fleuve Reie, à l’emplacement où celui-ci présentait un évasement naturel, et devait servir de bassin d’écrêtement. De forme oblongue, grosso modo rectangulaire, le Minnewater est délimité au sud par les remparts de la ville et mesure environ 50 mètres sur 200.

## Situation et hydrographie
Le fleuve historique Reie, qui draînait toute la zone au sud de Bruges, et que l’on identifie généralement avec les actuels cours d’eau Waardammerbeek et Rivierbeek, pénétrait dans le vieux Bruges par le sud, après avoir accueilli, peu avant de traverser les remparts de la ville, plusieurs petits affluents, dont e.a. le Kerkebeek. Les eaux de la Reie s’écoulaient ensuite dans le Minnewater, situé intra muros, directement derrière la muraille d’enceinte. 

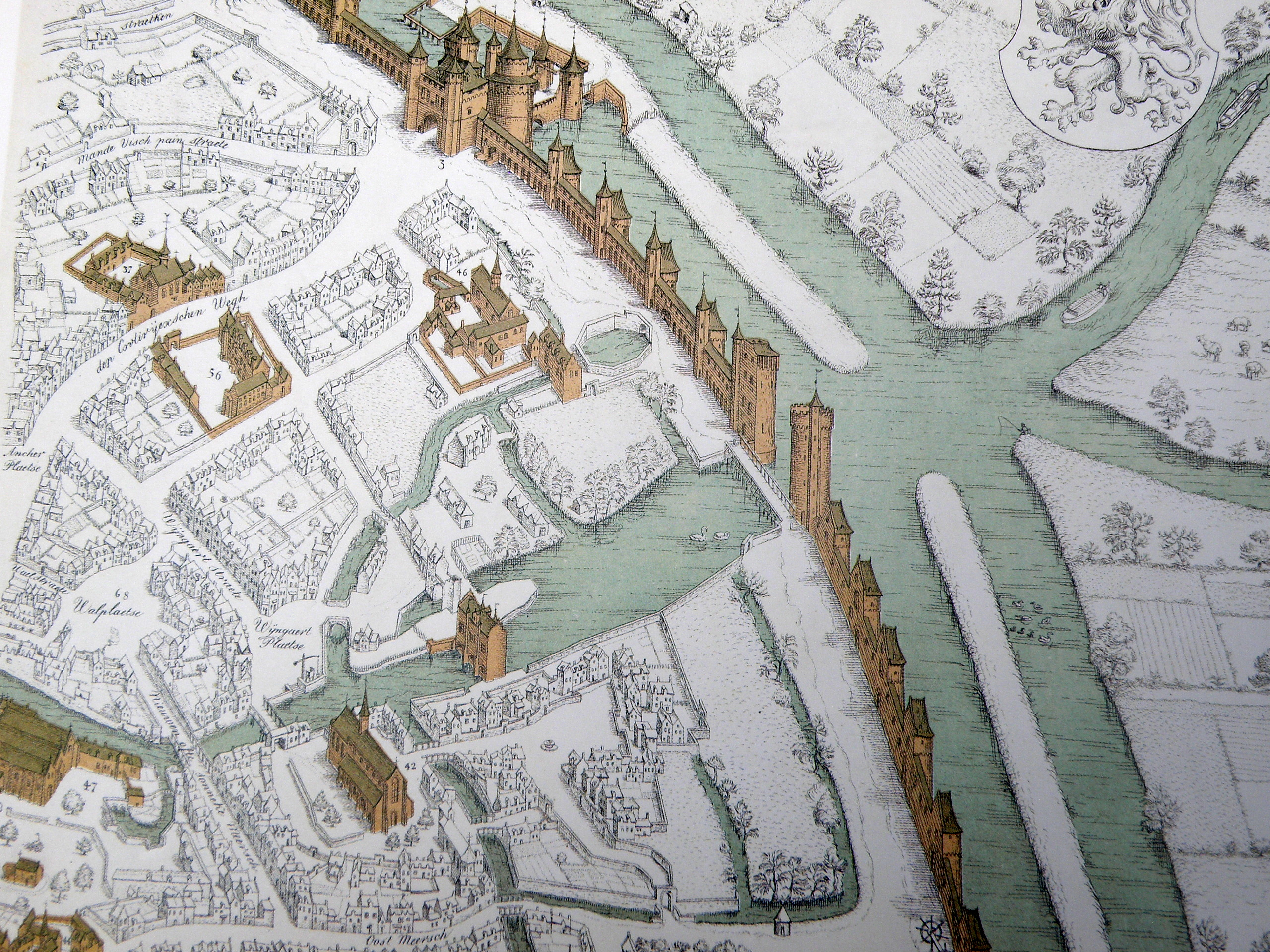
Le Minnewater sur la carte de Marcus Gerards de 1562. Le nord est à gauche. La Reie (dans l'angle supérieur droit, arrivant donc du sud) est représentée traversant les remparts du vieux Bruges et déversant ses eaux dans le Minnewater au centre.

Bien qu’il s’étende à l’emplacement où se trouvait autrefois un évasement de la Reie, le Minnewater cependant n’est pas un lac naturel, mais un lac de retenue artificiel, aménagé par la main de l’homme, vraisemblablement au XIIIe siècle, c’est-à-dire à l’époque où des écluses furent mises en place à la hauteur de l’actuel Sashuis (maison éclusière) ; face à un débit de la Reie assez variable, il était destiné à faire office de bassin d’écrêtement, régulant la masse d’eau autorisée à s’engouffrer dans la Reie en aval du Sashuis et donc à traverser le centre-ville. En effet, en cas de précipitations persistantes ou par temps de dégel, les parties de Bruges intra muros sises à basse altitude se retrouvaient habituellement inondées ; si cela ne causait pas grand souci à la municipalité aussi longtemps que ces parties n’étaient pas habitées, il fallut pourtant, à mesure que la ville s’étendait et que des zones plus basses, telles que les Meersen, commencèrent à être bâties, en particulier au XIIIe siècle, trouver les moyens de réfréner les caprices de la Reie.
Jusqu’en 1784, le Minnewater accueillit le débarcadère de la dénommée Barge de Gand, coche d’eau halé par des chevaux qui assurait sur le canal de Gand la liaison fluviale entre Gand et Bruges, avant que ledit vaisseau n’aille finalement s’amarrer sur les remparts, à la porte Sainte-Catherine.

## Étymologie de Minnewater
À propos de l’origine du nom Minnewater existent plusieurs théories. Selon certains, le nom proviendrait de Middenwater (littér. eau médiane, bassin). Selon d’autres, minne dériverait du verbe minnen, variante de mennen, guider, mener, renvoyant donc à sa fonction de régulation de la Reie.
Les auteurs Louis Gilliodts et Karel De Flou, bientôt rejoints en cela par Albert Schouteet, ont postulé que l’élément minne était une altération de meene, autrefois synonyme de gemeente, commune, le Minnewater représentant dans cette optique une étendue d’eau communale.
Frans Debrabandere conteste que la mutation vocalique de meene à minne ait pu être opérante en l’espèce. Il affirme, suivant en cela la thèse de Maurits Gysseling, que le plan d’eau doit sa dénomination au pont appelé Minnebrug ; d’après les croyances populaires médiévales, les esprits des eaux, ou minnen, et les démons des eaux hantaient les grandes étendues aquatiques et avaient coutume de prendre leurs quartiers sous les ponts.
L’interprétation de Minnewater comme « lac d’Amour » (ou Lago d'Amore, Liebessee, Lake of Love etc.) relève de l’étymologie populaire. Georges Rodenbach s’en est fait l’écho dans son Bruges-la-Morte :

« Et comme elle [Barbe, la servante du personnage principal] allait d’un pas allègre, dans le soleil clair, émue d’un cri d’oiseau, de l’odeur des jeunes pousses en ce faubourg déjà rustique où verdoient les sites choisis du Minnewater — le lac d’amour, a-t-on traduit, mais mieux encore : l’eau où l’on aime ! et là, devant cet étang qui somnole, les nénuphars, comme des cœurs de premières communiantes, les rives gazonnées pleines de fleurettes, les grands arbres, les moulins, à l’horizon, qui gesticulent, Barbe encore une fois eut l’illusion du voyage, du retour, à travers champs, vers son enfance… »

## Sites et bâtiments bordant le Minnewater

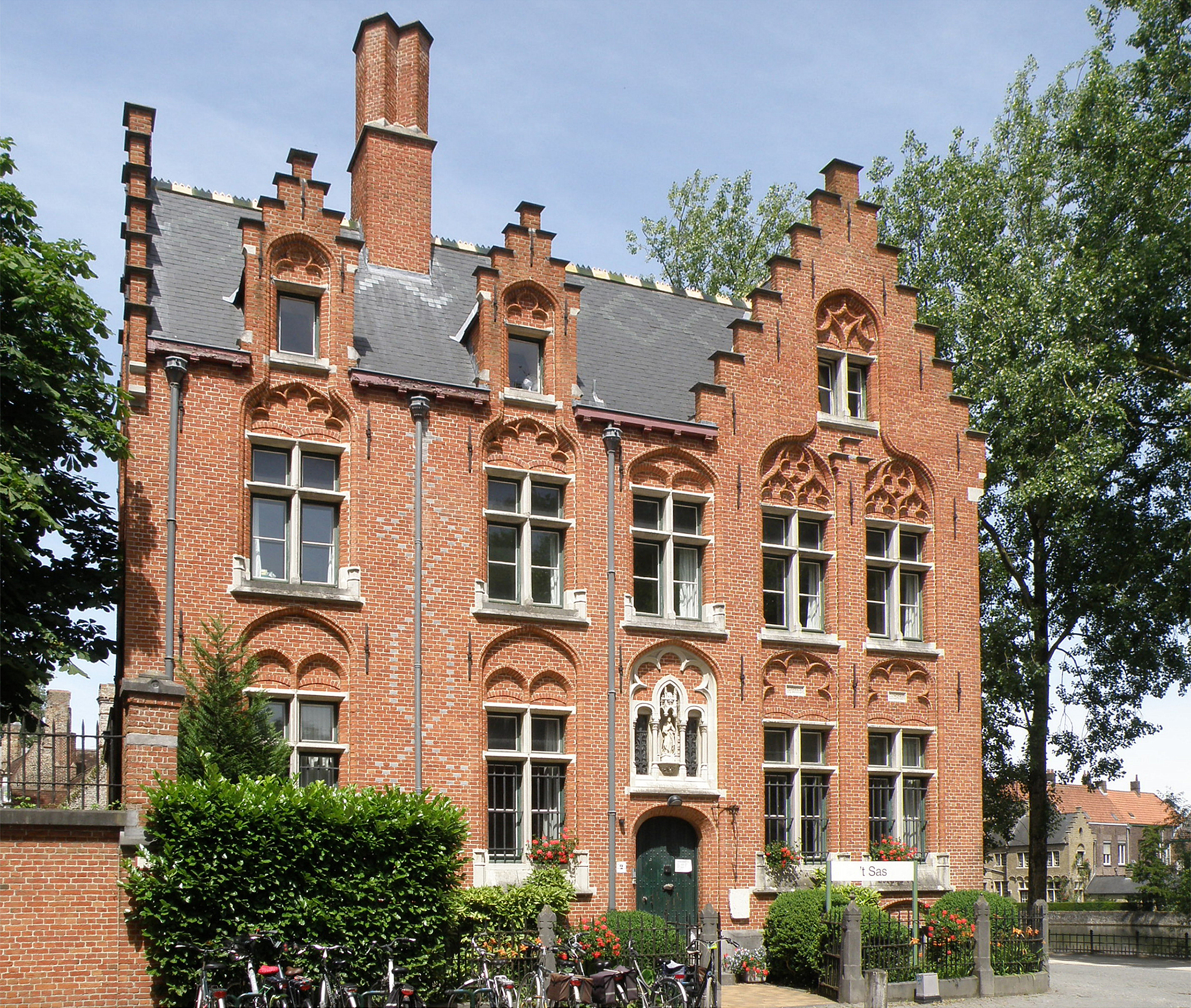
Huize Minnewater (1892).

En bordure du Minnewater se trouvent plusieurs édifices et sites remarquables. Sur sa rive orientale se dresse le château Della Faille, castel néo-gothique érigé en 1893 selon des plans de l’architecte Karel De Wulf.
L’extrémité nord du Minnewater est limitrophe du béguinage de la Vigne. À l’ouest du Minnewater, sur la rue Professor Dr. J. Sebrechtsstraat, s’étire l’ancien hôpital Minnewaterkliniek, auquel appartient également la maison néo-gothique Huize Minnewater sise à l’angle du Begijnenvest (rempart des Béguines), qui longe la rive occidentale du lac, et la Sebrechtsstraat.
Au pied du pont Minnewaterbrug, qui forme la limite sud du Minnewater, se dresse la Poertoren, tour de guet de l’ancienne muraille d’enceinte en même temps qu’entrepôt de munition et de poudre (d’où son nom) sous l’ancien régime.
À côté du Minnewater, parallèlement à sa rive orientale, court une petite rue nommée Minnewater, laquelle aboutit au parc aménagé à l’est du plan d’eau, le Minnewaterpark.

## Légendes

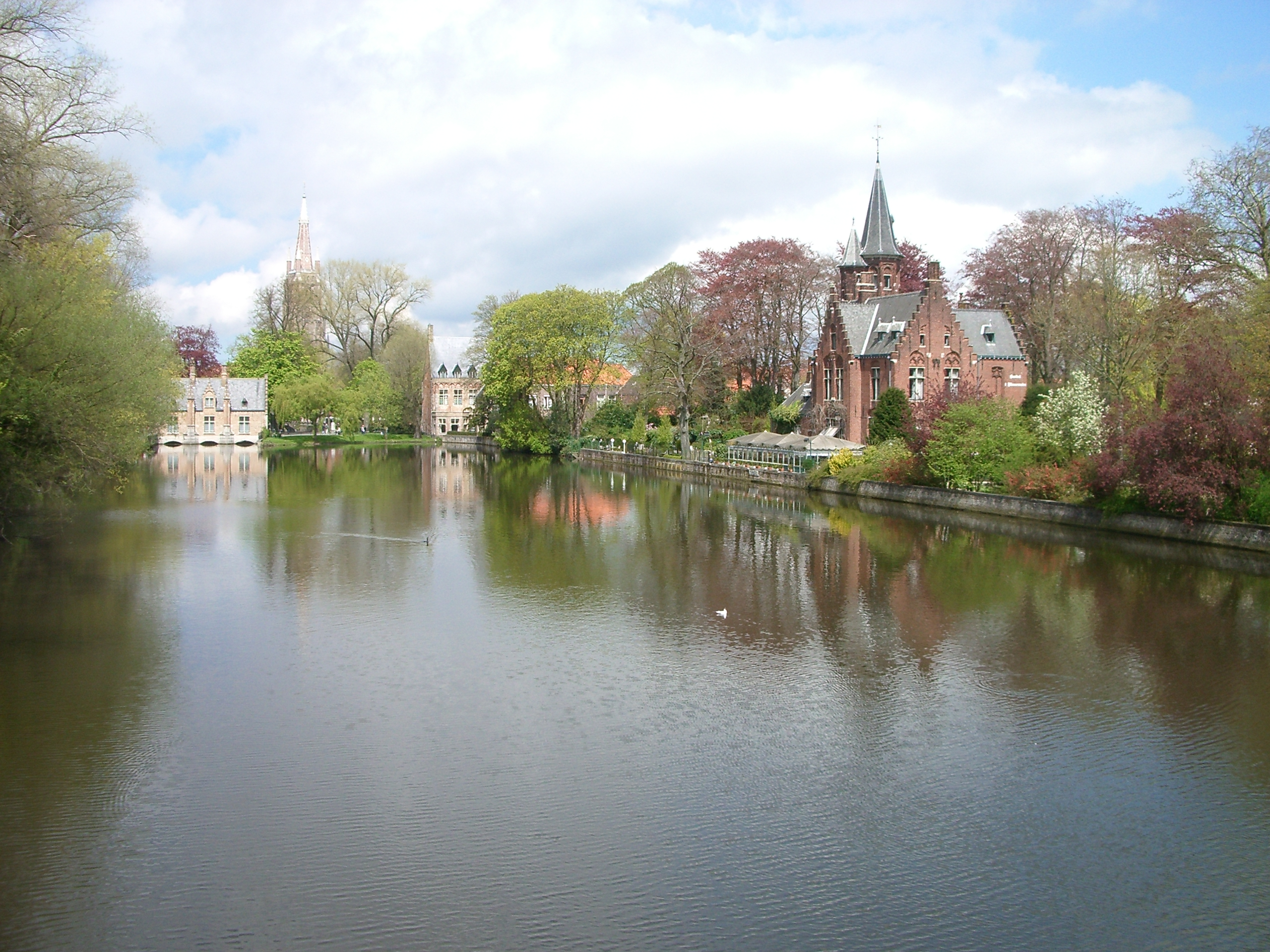
Le Minnewater, vu depuis le Minnewaterbrug, à l'extrémité sud du lac. On aperçoit au fond à gauche le Sashuis ; plus près de nous, à droite, le château della Faille. Tout à l’arrière-plan à gauche, émergeant d’entre les branches et frondaisons, on distingue le clocher effilé de l’église Notre-Dame.

Plusieurs légendes sont attachées au Minnewater, dont la suivante, relatée par l’écrivain brugeois Louis Sourie :

« Il était une fois un fils de marchand, qui était pauvre et chérissait tellement une femme blonde. Il était le fils d’un marchand brugeois de drap, elle, en revanche, était la fille d’un vénérable chevalier et aussi riche que l’eau était profonde. Il n’avait cependant pas le courage de confesser la vérité à sa bien-aimée et de lui révéler sa basse extraction. Son aveu signifierait sans aucun doute la fin d’une illusion. Au terme de quelques mois d’indicible bonheur, la fille se mit à évoquer le mariage. Avec un serrement de cœur, le jeune homme amoureux avoua ses ascendances prolétariennes. À cette nouvelle inopinée, la fille de chevalier ressentit une forte douleur au cœur, cependant son amour triompha. Près de l’eau étale, qui luisait comme de l’argent dans le soir d’été, la jeune fille jura solennellement qu’elle supplierait son père, le chevalier, de l’autoriser à épouser le fils d’un petit marchand de drap.
Lorsque le gentilhomme eut appris comment sa fille avait été empaumée par le fils de marchand brugeois, le châtelain entra en fureur et interdit à sa fille de jamais rencontrer le jeune homme. Mais... l’amour véritable est toujours prêt aux plus lourds sacrifices. Certain soir, le chevalier chercha en vain sa fille. Il se hâta vers les eaux communales et découvrit les amants dans les fourrés. Il exigea que sa fille retournât sur-le-champ au château, mais non sans qu’elle eût préalablement fait le serment de ne plus jamais rencontrer son amant. Le fils de marchand implorait le chevalier de lui accorder la main de sa bien-aimée. D’un ton altier, il dit renoncer à la fortune du gentilhomme et promit de travailler d’arrache-pied nuit et jour pour le bonheur de son épousée. Dans le regard moqueur du gentilhomme gisaient cependant du mépris et du dédain envers les paroles courageuses du jeune homme — et cela poussa celui-ci au désespoir. Il dirigea les yeux vers les eaux communales et se précipita dans les profondeurs. Mais la fille du chevalier non plus ne voulait pas vivre plus longtemps sans son bien-aimé et, par un geste de désespoir, le suivit dans la mort... Les eaux communales, qui renferment en leur sein ces deux jeunes gens, ont depuis ce moment-là pris le nom de Minnewater. »

— Louis Sourie